# Wybory do Parlamentu Europejskiego w Danii w 1994 roku
Wybory do Parlamentu Europejskiego w Danii w 1994 roku odbyły się 9 czerwca 1994. Duńczycy wybierali 16 europosłów. Wybory wygrała Venstre, zdobywając 19,0% głosów i 4 mandaty.
Oprócz zwycięskiej partii mandaty zdobyło 7 innych ugrupowań: Konserwatywna Partia Ludowa, Socialdemokraterne, Ruch Czerwcowy, Ruch Ludowy przeciw UE, Det Radikale Venstre, Socjalistyczna Partia Ludowa, Duńska Partia Ludowa.

## Wyniki wyborów
| Partia/ Koalicja             | Frakcja europejska | Liczba głosów | % głosów | mandaty |
| ---------------------------- | ------------------ | ------------- | -------- | ------- |
| Venstre                      | ALDE               | 394 362       | 19,0%    | 4       |
| Konserwatywna Partia Ludowa  | EPP                | 368 890       | 17,7%    | 3       |
| Socialdemokraterne           | PES                | 329 202       | 15,8%    | 3       |
| Ruch Czerwcowy               | IND/DEM            | 316 687       | 15,2%    | 2       |
| Ruch Ludowy przeciw UE       | -                  | 214 735       | 10,3%    | 2       |
| Det Radikale Venstre         | ALDE               | 176 480       | 8,5%     | 1       |
| Socjalistyczna Partia Ludowa | Zieloni/WSE        | 178 543       | 8,6%     | 1       |
| Duńska Partia Ludowa         | UEN                | 114 865       | 5,8%     | 1       |
| Partia Postępu               | -                  | 59 687        | 2,9%     | -       |
| Centrodemokraci              | -                  | 18 365        | 0,9%     | -       |
| Chrześcijańscy Demokraci     | -                  | 22 986        | 1,1%     | -       |
| Razem                        | -                  | 2 079 937     | 100%     | 16      |